# فورت لويس (واشنطن)
فورت لويس (بالإنجليزية: Fort Lewis)‏ هي إحدى مدن ولاية واشنطن في الولايات المتحدة الأمريكية.

## أعلام
- كاميرون جونز
- دايفيد جاي بوتر